# Dušan Lužný
Dušan Lužný (ur. 19 maja 1964 w Brnie) – czeski socjolog, religioznawca, profesor nadzwyczajny. Jest absolwentem Wydziału Filozofii Uniwersytetu Jana Evangelisty Purkyně w Brnie (współcześnie Uniwersytet Masaryka). Obecnie pracuje jako kierownik Katedry Socjologii, Andragogiki i Antropologii Kulturowej na Wydziale Filozofii Uniwersytetu Palackiego w Ołomuńcu.
Pracę naukową rozpoczął w 1987 r. jako audytor wewnętrzny w Instytucie Filozofii i Socjologii Czechosłowackiej Akademii Nauk w Pradze. W 1989 r. przeniósł się do Instytutu Badań nad Świadomością Społeczną (cz. Ústav společenského vědomí).
Opublikował wiele prac oraz kilka książek, głównie o tematyce socjologicznej, zwłaszcza dotyczących socjologii religii, percepcji religii Wschodu w cywilizacji zachodniej oraz nowych ruchów religijnych. W latach 2001–2010 był profesorem nadzwyczajnym w Katedrze Religioznawstwa Wydziału Filozofii Uniwersytetu Masaryka. Pełnił funkcję redaktora naczelnego czasopisma społeczno-ekologicznego Sedmá generace w latach 2001-2005. W 2005 r. zyskał pozycję biegłego sądowego w dziedzinie religioznawstwa, ze szczególnym uwzględnieniem nowych ruchów i sekt religijnych. W tym samym roku został członkiem redakcji czasopism Religio i Hieron oraz członkiem grupy roboczej Komisji Akredytacyjnej Ministerstwa Edukacji, Młodzieży i Sportu ds. Filozofii, Religii i Teologii.
Jest byłym członkiem Komunistycznej Partii Czechosłowacji (cz. Komunistická strana Československa) i Partii Zielonych (cz. Strana zelených). Pracował jako doradca minister edukacji Dany Kuchtovej, która po rezygnacji zaproponowała jego kandydaturę na swojego następcę. Lužný nie zdobył nominacji na stanowisko, stał się jednak obiektem krytyki medialnej w związku z zarzutem o próbę tuszowania swojej związanej z partią komunistyczną przeszłości podczas ubiegania się o tytuł profesora. W 2015 r. prezydent Republiki Czeskiej nadał mu tytuł profesora filozofii.

## Dzieła
- Sociologie náboženství, 2007 (se Zdeňkem Nešporem), ISBN 978-80-7367-251-5
- Řád a moc. Vybrané texty ze sociologie náboženství, 2005, ISBN 80-210-3043-7
- Hledání ztracené jednoty. Průniky nových náboženství a ekologie, 2004, ISBN 80-210-3492-0
- Zelení bódhisattvové: Sociálně a ekologicky angažovaný buddhismus, 2000, ISBN 80-210-2464-X
- Náboženství a moderní společnost: Sociologické teorie modernizace a sekularizace, 1999, ISBN 80-210-2224-8
- Nová náboženská hnutí, 1997, ISBN 80-210-1645-0